# Turuptiana lacipea
Turuptiana lacipea är en fjärilsart som beskrevs av Druce 1890. Turuptiana lacipea ingår i släktet Turuptiana och familjen björnspinnare. Inga underarter finns listade i Catalogue of Life.